# Saint-Rosaire
Saint-Rosaire es un municipio parroquial canadiense situado en la provincia de Quebec.

## Superficie
Saint-Rosaire tiene una superficie de 109,53 km².

## Demografía
En 2021, tenía 932 habitantes, una densidad poblacional de 8,5 hab./km², y 395 viviendas.